# Staurodesmus mamillatus
Staurodesmus mamillatus  là một loài Song tinh tảo trong họ Desmidiaceae, thuộc chi Staurodesmus.